# Глухий губно-губний носовий
Глухий губно-губний носовий — приголосний звук, що існує в деяких мовах. У Міжнародному фонетичному алфавіті записується як ⟨m̥⟩ («m» зі знаком глухості). В українській мові цей звук передається на письмі літерою м. Запис X-SAMPA — m_0.

## Назва
- Глухий білабіальний носовий (англ. voiceless bilabial nasal)
- Глухий губно-губний носовий

## Властивості
- Тип фонації — глуха, тобто цей звук вимовляється без вібрації голосових зв'язок.
- Спосіб творення — зімкнений, тобто повітряний потік повністю перекривається.
- Місце творення — губно-губне, тобто він артикулюється обома губами.
- Це носовий приголосний, тобто повітря вільно виходить крізь ніс.
- Це центральний приголосний, тобто повітря проходить над центральною частиною язика, а не по боках.
- Механізм передачі повітря — егресивний легеневий, тобто під час артикуляції повітря виштовхується крізь голосовий тракт з легенів, а не з гортані, чи з рота.

## Приклади
| Мова                            | Слово       | МФА          | Значення             | Примітки |
| ------------------------------- | ----------- | ------------ | -------------------- | --- |
| алеутська                       | quhmax̂      | [qum̥aχ]      | білий                | Дзвінкі апроксиманти та носові можуть частково оглушуватись при стиканні з глухим приголосним наприкінці слова. |
| англійська (літературна вимова) | stop me     | [ˈstɒp͡m̥ mɪ]  | зупиніть мене        | |
| алутик                          | keghmarluku | [kəɡm̥aχluku] | кусати раз за разом  | /m̥/ є окремою від /m/ фонемою.                                                                                  |
| бірманська                      | မှာ           | [m̥à]         | повідомлення         | |
| центральноаляскинська юпікська  | pisteḿun    | [ˈpistəm̥un]  | англ. to the servant | |
| валійська                       | fy mhen     | [və m̥ɛn]     | моя голова           | Див. валійська фонетика                                                                                         |
| естонська                       | lehm        | [ˈle̞hm̥]      | корова               | Алофон /m/ наприкінці слова після /t, s, h/. Див. естонська фонетика                                            |
| ісландська                      | hampur      | [ˈham̥pʏr]    | коноплі              | Алофон /m/ перед глухими проривними. Див. ісландська фонетика                                                   |
| ї (мова)                        | ꂓ hmi      | [m̥i]         | ім'я                 | |
| українська                      | ритм        | [rɪt̪m̥]       | —                    | Алофон /m/ після глухих приголосних. Див. українська фонетика                                                   |
| французька                      | prisme      | [pχis̪m̥]      | призма               | Алофон /m/. Див. французька фонетика                                                                            |
| хмонг (біла)                    | Hmoob       | [m̥ɔ̃́]         | Хмонг                | Є окремою від /m/ фонемою. У зеленій хмонг алофон із /m/.                                                       |